# Saison 1 des Experts
Chronologie
Saison 2
Cet article présente le guide des épisodes de la première saison de la série télévisée Les Experts (CSI: Crime Scene Investigation).

## Distribution

### Acteurs principaux
- William Petersen (VF : Stefan Godin) : Gil Grissom
- Marg Helgenberger (VF : Emmanuèle Bondeville) : Catherine Willows
- Gary Dourdan (VF : Éric Aubrahn) : Warrick Brown
- George Eads (VF : Denis Laustriat) : Nick Stokes
- Paul Guilfoyle (VF : François Dunoyer) : Jim Brass
- Jorja Fox (VF : Laurence Dourlens) : Sara Sidle (à partir du 2e épisode)

### Acteurs récurrents et invités
- Eric Szmanda (VF : Benjamin Boyer) : Greg Sanders (21 épisodes)
- Robert David Hall (VF : Pascal Casanova) : Albert Robbins (16 épisodes)
- Skip O'Brien (en) : Sgt. Ray O'Riley (11 épisodes)
- David Berman (VF : Jérémy Prévost) : David Phillips (10 épisodes)
- Glenn Morshower : Sheriff Brian Mobley (6 épisodes)
- Judith Scott : Dr. Jenna Williams (6 épisodes)
- Madison McReynolds (en) : Lindsey Willows (5 épisodes)
- Pamela Gidley : Teri Miller (4 épisodes)
- Joseph Patrick Kelly : Officer Joe Metcalf (4 épisodes)
- Gerald McCullouch (en) : Bobby Dawson (4 épisodes)
- Marc Vann : Conrad Ecklie (4 épisodes)
- Krista Allen : Kristy Hopkins (3 épisodes)
- Jolene Blalock : Laura Garris (épisode 3)
- John Beasley : Charles Moore (épisode 3)
- Milo Ventimiglia : Bobby Taylor (épisode 5)
- Amy Carlson : Kate Armstrong (épisode 5)
- Dakota Fanning : Brenda Collins (épisode 7)
- Brigid Brannagh : Tammy Felton / Melissa Marlowe (épisode 17)
- Alicia Coppola : Susan Hillridge (épisode 21)

## Épisodes

### Épisode 1:Équipe de nuit
- États-Unis : 6 octobre 2000
- France : 25 novembre 2001
- Québec : date inconnue sur Séries+

- France : 4,98 millions de téléspectateurs[1] (32,5 % de part de marché) (rediffusion en seconde partie de soirée)

- John Pyper-Ferguson
- Chandra West (Holly Gribbs)
- Eric Szmanda (Greg Sanders)
- Harrison Young
- Krista Allen (Kristy Hopkins)
- Susan Gibney
- Barbara Tarbuck (Mme Harmon)
- Allan Rich
- Cedrick Terrill
- Nancy Fink
- Royce D. Applegate (Mr Laferty)
- Madison McReynolds (Lindsey Willows)

### Épisode 2:Un millionnaire malchanceux
- États-Unis : 13 octobre 2000
- France : 25 novembre 2001

- Tim de Zarn
- Jorja Fox (Sarah Siddle)
- Eric Szmanda (Greg Sanders)
- Harrison Young (Juge Cohen)
- Johnny Messner (Ted Sallanger)
- Judith Scott (Dr Jenna Williams)
- Ellen Crawford
- Timilee Romolini (Jamie Smith)

### Épisode 3:Au-delà des apparences
- États-Unis : 20 octobre 2000
- France : 13 janvier 2002

- John Beasley (Charles Moore)
- Erich Anderson (Mr Garris)
- Jolene Blalock (Laura Garris)
- Judith Scott (Dr Jenna Williams)
- Hamilton von Watts
- Genevieve Buechneras
- Samuel L. Jones III (James Moore)
- Madison McReynolds (Lindsey Willows)

### Épisode 4:Candidat au suicide
- États-Unis : 27 octobre 2000
- France : 25 mai 2002

- Grant Heslov
- Jim Ortlieb (Winston Barger)
- Eric Szmanda (Greg Sanders)
- Chris Demetral (James Johnson)
- Harrison Young (Juge Cohen)
- Mark Famiglietti (Matt Daniels)
- Judith Scott (Dr Jenna Williams)
- Vyto Ruginis (Phil Swelco)
- Craig Allen Wolfe

### Épisode 5:Amitiés criminelles
- États-Unis : 3 novembre 2000
- France : 4 mai 2002

- Eric Szmanda (Greg Sanders)
- Milo Ventimiglia (Bobby Taylor)
- Judith Scott (Dr Jenna Williams)
- Amy Carlson (Kate Armstrong)
- Kelly Connell (Randy Gesek)
- Elena Lyons (Julia)
- Timothy Landfield
- Jeff Parise

### Épisode 6:Du sang sur le parquet
- États-Unis : 10 novembre 2000
- France : 6 janvier 2002

- Timothy Carhart (Eddie Willows)
- Pamela Gidley (Teri Miller)
- Eric Szmanda (Greg Sanders)
- Anne E. Curry
- Robert David Hall (Dr Al Robbins)
- Tony Crane (Joe Tyner)
- Andy Buckley (Mr Hendler)
- Gerald McCullouch (Bobby Dawson)
- K.K. Dodds
- Madison McReynolds (Lindsey Willows)

### Épisode 7:Petits meurtres en famille
- États-Unis : 17 novembre 2000
- France : 4 mai 2002

- Timothy Carhart (Eddie Willows)
- Glenn Morshower (Shérif Brian Mobley)
- Allison Lange (Tina Collins)
- Dakota Fanning (Brenda Collins)
- Robert David Hall (Dr Al Robbins)
- Marc Vann (Conrad Eckley)
- Madison McReynolds (Lindsey Willows)
- Traci Melchor
- Mike Bowman (Oliver)

### Épisode 8:Mort programmée
- États-Unis : 24 novembre 2000
- France : 20 janvier 2002

- Eric Szmanda (Greg Sanders)
- Robert David Hall (Dr Al Robbins)
- Barbara Tarbuck (Mme Harmon)
- Tom McCleister
- Sheeri Rappaport (Mandy)
- Ricky Harris
- Matt O'Toole (Paul Millander)

### Épisode 9:Panique en plein ciel
- États-Unis : 8 décembre 2000
- France : 3 février 2002

- France : 7,792 millions de téléspectateurs[2] (rediffusion)(31,0 % de part de marché)

- Deirdre Quinn (Shannon)
- David Kaufman (Halo Metz)
- Glenn Morshower (Shérif Brian Mobley)
- Eric Szmanda (Greg Sanders)
- Christine Tucci (Dr Kiera Behrle)
- Judith Scott (Dr Jenna Williams)
- James Avery (Preston Cash)

Commentaires : Basé sur les événements du  vol 1763 de Southwest Airlines, survenus le 11 août 2000, peu de temps avant le début de la production de cet épisode.

### Épisode 10:Quand les insectes parlent
- États-Unis : 22 décembre 2000
- France : 30 décembre 2001

- John Getz (Richard Zeigler)
- Glenn Morshower (Shérif Brian Mobley)
- Mark Moses
- Robert David Hall (Dr Al Robbins)
- Marc Vann (Conrad Eckley)
- Jennifer Sommerfield (Dét. Secula)

### Épisode 11:Circuit mortel
- États-Unis : 12 janvier 2001
- France : 16 décembre 2001

- Eric Szmanda (Greg Sanders)
- Travis Fine (Kenny Berlin)
- Krista Allen (Kristy Hopkins)
- Judith Scott (Dr Jenna Williams)
- Tony Amendola
- Julius Ritter (Jason)

### Épisode 12:Tout feu, tout flamme
- États-Unis : 1er février 2001
- France : 23 décembre 2001

- France : 8,913 millions de téléspectateurs[3](39,0 % de part de marché)(rediffusion)

- Frederick Koehler (Danny Hillman)
- Jarrad Paul (Tony)
- Marc Vann (Conrad Eckley)
- Sterling Macer Jr (Frank Damon)
- Tamara Clatterbuck (Sandra Hillman)
- Chaka Forman

### Épisode 13:Bombes à retardement
- États-Unis : 8 février 2001
- France : 18 mai 2002

- Glenn Morshower (Shérif Brian Mobley)
- Eric Szmanda (Greg Sanders)
- Gregory Itzin (Norman Sterling)
- Krista Allen (Kristy Hopkins)
- Tim Redwine (Tyler Sterling)
- Robert David Hall (Dr Al Robbins)
- Mark Valley (Jack Willman)
- Marc Vann (Conrad Eckley)
- Stephen Lee (Dominic Kretzker)

### Épisode 14:Morceaux choisis
- États-Unis : 15 février 2001
- France : 27 janvier 2002

- France : 3,43 millions de téléspectateurs[4](50,0 % de part de marché)(rediffusion en seconde partie de soirée)

- Eileen Ryan (Rose Bennett)
- Pamela Gidley (Teri Miller)
- Eric Szmanda (Greg Sanders)
- Robert David Hall (Dr Al Robbins)
- Dorie Barton (Meg Wheeler)
- Christopher Jacobs (Luke)
- Lisa Dean Ryan (Lynn Henry)

### Épisode 15:Faux et usage de faux
- États-Unis : 22 février 2001
- France : 2 décembre 2001

- France : 5,72 millions de téléspectateurs[4](33,1 % de part de marché)(rediffusion en seconde partie de soirée)

- Glenn Morshower (Shérif Brian Mobley)
- Eric Szmanda (Greg Sanders)
- Elizabeth Lackey (Amanda Haynes)
- Robert David Hall (Dr Al Robbins)
- Shawn Christian (Patrick Haynes/Chad Matthews)
- Sheeri Rappaport (Mandy)

### Épisode 16:Trop longue à mourir
- États-Unis : 1er mars 2001
- France : 10 février 2002

- France : 4,52 millions de téléspectateurs[4](39,7 % de part de marché)(rediffusion en seconde partie de soirée)

- Timothy Carhart (Eddie Willows)
- Robert David Hall (Docteur Al Robbins)

### Épisode 17:Face à face
- États-Unis : 8 mars 2001
- France : 17 février 2002

- David Berman (David Phillips)
- Kathy Christopherson (Ann)
- Greg Collins (officier Arvington)
- Brigid Brannagh (Tammy Felton / Melissa Marlowe)
- James Eckhouse (Hank Marlowe)
- Tom Gallop (avocat Randy Painter)
- Pamela Gidley (Teri Miller)
- Larry Holden (Darin Hanson)
- Brian Howe (M. Winston)
- Teddy Lane Jr (Agent en uniforme)
- Robert David Hall (Docteur Al Robbins)
- Joan McMurtrey (Mme Marlowe)
- Skip O'Brien (sergent Ray O'Riley)
- Reginald VelJohnson (Dr Philipe Kane)
- James Wellington (Joseph Felton)
- Craig Woolson (Marc)
- Eric Szmanda (Greg)

Grissom, Nick et Catherine s'attaquent à une affaire où les empreintes d'une enfant kidnappée il y a des années apparaissent sur le lieu d'un meurtre.

### Épisode 18:Un poignard et tout s'effondre
- États-Unis : 29 mars 2001
- France : 11 mai 2002

- Shelli Bergh (Jessica Hall)
- David Berman (David Phillips)
- Reynaldo Christian (Justin Green)
- Jonathan Fraser (Kevin Shepherd)
- Brad Johnson (Paul Newsome)
- Elizabeth Keener (Amy Shepherd)
- Louis Mustillo (expert en couteau)
- Skip O'Brien (sergent Ray O'Riley)
- Charley Rossman (officier en uniforme)
- Eric Stonestreet (Ronnie Litre)
- Eric Szmanda (Greg)
- Robert David Hall (Docteur Al Robbins)

### Épisode 19:Une famille au microscope
- États-Unis : 12 avril 2001
- France : 1er juin 2002

- Terry Bozeman (Brad Lewis, avocat des Anderson)
- Lisa Darr (Gwen Anderson)
- Paula Francis (elle-même, journaliste)
- Susan Grace et Kathrin Lautner (parentes)
- Jim Jenkins (public)
- Jesse Littlejohn (Tyler Anderson)
- Brian McNamara (Steven Anderson)
- Maureen Muldoon (Reporter Lynda Darby)
- Stewart Skelton (agent FBI)
- Eric Stonestreet (Ronnie Litre)
- Wayne Thomas Yorke (technicien CSI)
- Reginald VelJohnson (Dr Philip Kane)
- Kevin Will (parent)
- Natalie Zea (Needra Fenway)
- Eric Szmanda (Greg)
- Tyler DeFrance (Robbie Anderson)
- Robert David Hall (Docteur Al Robbins)

### Épisode 20:Meurtres en silence
- États-Unis : 29 avril 2001
- France : 9 décembre 2001

- Eric Szmanda (Greg Sanders)
- Robert David Hall (Docteur Al Robbins)
- Elaine Kagan (Mme Clemonds)
- Greg Anderson (Brian)
- Deanne Bray (Dr Gilbert)

### Épisode 21:Que justice soit faite
- États-Unis : 26 avril 2001
- France : 11 mai 2002

- France : 7,624 millions de téléspectateurs[3](40,5 % de part de marché)(rediffusion)

- Lee Arenberg (Joey, machiniste)
- David Berman (David Phillips)
- Steffani Brass (Sandy Dantini)
- W. Earl Brown (Thomas Pickens)
- Kelly Connell (Randy Gesek, directeur funéraire)
- Alicia Coppola (Dr Susan Hillridge)
- Crawford James (Edwin, triathlète)
- Brad Johnson (Paul Newsome)
- Joseph Patrick Kelly (agent Metcalf)
- Skip O'Brien (sergent Ray O'Riley)
- Albie Selznick (Hugh Young)
- Kellie Waymire (Carla Dantini)
- Wayne Wilderson (Edwin)

### Épisode 22:Coup de tête
- États-Unis : 10 mai 2001
- France : 1er juin 2002

- Eric Szmanda (Greg Sanders)
- Robert David Hall (Docteur Al Robbins)
- Pamela Gidley
- Sam Jones III

### Épisode 23:L'Étrangleur de Las Vegas
- États-Unis : 17 mai 2001
- France : 18 mai 2002

- France : 9,305 millions de téléspectateurs[3](37,8% de part de marché) (rediffusion)

- Eric Szmanda (Greg Sanders)
- Robert David Hall (Docteur Al Robbins)
- Michael Cerveris (Syd Booth Goggle)
- Rainn Wilson (le type du supermarché)